# ČSD-Baureihe 534.03
Die ČSD-Baureihe 534.03 war eine Güterzugdampflokomotive der einstigen Tschechoslowakischen Staatsbahn (ČSD).

## Geschichte
Die Lokomotiven stellten eine Notlösung nach dem Zweiten Weltkrieg dar, als dringend Lokomotiven benötigt wurden, aber keine Zeit für eine Neukonstruktion gegeben war. Sie entstanden auf dem Fahrgestell der Baureihe 534.0 aus den Jahren 1923–1942.
Am 22. Dezember 1945 stand mit der 534.0301 der erste Prototyp abnahmebereit auf dem Gelände der stark kriegszerstörten Škoda-Werke in Pilsen. Von 1945 bis 1947 wurden 228 Maschinen dieser Baureihe bei Škoda in Pilsen und ČKD in Prag gefertigt.
Die Lokomotiven bewährten sich gut. Sie wurden vor allem im Güterzugdienst eingesetzt, nach Erscheinen der Baureihe 556.0 verlagerte sich ihr Einsatzgebiet dann mehr auf Nebenbahnen, wo sie mit ihrer Achslast von nur 14 t und ihrer Geschwindigkeit von 60 km/h wirtschaftlicher eingesetzt werden konnte. Vom Betriebsdienst erhielten die Lokomotiven den Beinamen „Kremak“ (Krematorium).
Im Jahre 1982 wurde mit 534.0301 die letzte Lokomotiven der Reihe 534.0 ausgemustert. Erhalten blieben die Lokomotiven 534.0301 (Technisches Nationalmuseum Prag) in Chomutov, 534.0323 (Museumslokomotive der ČD), 534.0432 (betriebsfähige Museumslokomotive der ČD) und 534.0471 (Verkehrsmuseum in Bratislava).